# José Enrique Peña
José Enrique Peña (ur. 25 maja 1963) – urugwajski piłkarz, pomocnik.
Jako piłkarz klubu Montevideo Wanderers był w kadrze reprezentacji podczas turnieju Copa América 1987, gdzie Urugwaj zwyciężył w mistrzostwach Ameryki Południowej. Peña wystąpił w dwóch meczach turnieju. W 1987 wystąpił w pięciu meczach reprezentacji. Z Club Nacional de Football był mistrzem Urugwaju w 1992.